# Bricks and Mortar
Bricks and Mortar, né en 2014, est un cheval de course pur-sang américain, élu cheval de l'année aux États-Unis en 2019. 

## Carrière de course
Né au haras du grand propriétaire-éleveur George Strawbridge, Bricks and Mortar passe aux ventes de yearlings de Keeneland où le milliardaire Seth Klarman, associé à William H. Lawrence, s'en porte acquéreur pour $ 200 000. Confié à Chad Brown, l'un des meilleurs entraîneurs américains, spécialiste des courses sur gazon, Bricks and Mortar débute en Floride à 3 ans, en février. Ses trois premières sorties, soldées par autant de victoires, lui ouvrent les portes des courses de groupe et il s'impose pour sa première apparition à ce niveau dans les National Museum of Racing Hall of Fame Stakes, un groupe 2 disputé à Saratoga, où il dispose de Yoshida. Ses deux prestations suivantes se concluent par des troisièmes places dans des groupe 3 : ce seront les seules défaites de sa carrière. Et la cause en est vite trouvée : le cheval souffre de la maladie dite du Harper australien, une pathologie sévère d'origine toxique, due à l'ingestion de porcelle enracinée. La carrière de Bricks and Mortar aurait pu s'arrêter là, étant donné que la rémission de cette maladie, si elle est spontanée, peut s'avérer très longue. Et elle le sera dans son cas, puisque le cheval disparaît des programmes durant plus d'un an. 
Chad Brown croit au potentiel de son protégé et le garde à l'entraînement. Bricks and Mortar lui donne raison, puisqu'après un come-back à la toute fin de l'année 2018 dans une allowance disputée à Gulfstream Park, il entame la saison 2019 par un coup d'éclat : une victoire nette dans la toute neuve Pegasus World Cup Turf, dont il étrenne le palmarès et qui fait de lui un millionnaire en gains. À cette occasion, il dispose de chevaux au palmarès bien plus étoffés que le sien, tel Yoshida, qui entretemps a remporté les Woodward Stakes et le Turf Classic Stakes, le Japonais Aerolithe, l'Irlandaise Magic Wand ou le Canadien Channel Maker, appelé à remporter plusieurs groupe 1. Avec cette victoire, Bricks and Mortar s'est fait un nom, et il l'honore en enchaînant par une victoire dans un groupe 2 couru en Louisiane, puis une victoire dans les importants Turf Classic Stakes à Churchill Downs. Maintenant, il ne s'arrête plus et accumule les groupe 1 : victoire dans les Manhattan Stakes, victoire dans l'Arlington Million et, pour couronner cette saison parfaite, victoire finale dans une Breeders' Cup Turf il est vrai désertée par les meilleurs Européens (la favorite irlandaise Magical ayant déclaré forfait à la dernière minute), mais où il doit pour la première fois aborder la distance de 2 400 mètres. Invaincu en six courses, dont cinq de groupe 1, Bricks and Mortar réalise un exploit rare : être sacré non seulement cheval de l'année sur le gazon, bien sûr et à l'unanimité, mais aussi, avec 201 des 245 suffrages, cheval de l'année tout court, un titre suprême traditionnellement trusté par les chevaux évoluant sur le dirt, la surface la plus prisée des Américains.  

### Résumé de carrière
| Date        | Hippodrome      | Pays        | Course                                        | Statut      | Distance    | Jockey       | Place       | Écart       | Vainqueur ou deuxième |
| 2017, 3 ans | 2017, 3 ans     | 2017, 3 ans | 2017, 3 ans                                   | 2017, 3 ans | 2017, 3 ans | 2017, 3 ans  | 2017, 3 ans | 2017, 3 ans | 2017, 3 ans           |
| ----------- | --------------- | ----------- | --------------------------------------------- | ----------- | ----------- | ------------ | ----------- | ----------- | --------------------- |
| 18 février  | Gulfstream Park | États-Unis  | Maiden                                        |             | 1 700 m     | J. Rosario   | 1er / 12    | 1 ¾         | Brooklyn Bobby        |
| 9 juin      | Belmont Park    | États-Unis  | Allowance                                     |             | 1 600 m     | J. Rosario   | 1er / 9     | 3/4         | Snap Decision         |
| 4 juillet   | Belmont Park    | États-Unis  | Manila Stakes                                 |             | 1 600 m     | J. Rosario   | 1er / 7     | enc.        | Big Handsome          |
| 4 août      | Saratoga        | États-Unis  | National Museum of Racing Hall of Fame Stakes | Gr. 2       | 1 700 m     | J. Rosario   | 1er / 9     | 3/4         | Yoshida               |
| 2 septembre | Saratoga        | États-Unis  | Saranac Stakes                                | Gr. 3       | 1 800 m     | J. Rosario   | 3e / 8      | 3/4         | Voodoo Song           |
| 7 octobre   | Belmont Park    | États-Unis  | Hill Prince Stakes                            | Gr. 3       | 1 800 m     | J. Rosario   | 3e / 9      | 3/4         | Yoshida               |
| 2018, 4 ans |                 |             |                                               |             |             |              |             |             |                       |
| 22 décembre | Gulfstream Park | États-Unis  | Allowance                                     |             | 1 600 m     | I. Ortiz Jr. | 1er / 10    | 3/4         | Patton                |
| 2019, 5 ans |                 |             |                                               |             |             |              |             |             |                       |
| 26 janvier  | Gulfstream Park | États-Unis  | Pegasus World Cup Turf                        | Gr. 1       | 1 900 m     | I. Ortiz Jr. | 1er / 10    | 2 ½         | Magic Wand            |
| 23 mars     | Fair Grounds    | États-Unis  | Munis Memorial Handicap                       | Gr. 2       | 1 800 m     | I. Ortiz Jr. | 1er / 6     | nez         | Markitoff             |
| 4 mai       | Churchill Downs | États-Unis  | Turf Classic Stakes                           | Gr. 1       | 1 800 m     | I. Ortiz Jr. | 1er / 10    | 1/2         | Qurbaan               |
| 8 juin      | Belmont Park    | États-Unis  | Manhattan Stakes                              | Gr. 1       | 2 000 m     | I. Ortiz Jr. | 1er / 9     | 1 ½         | Robert Bruce          |
| 10 août     | Arlington Park  | États-Unis  | Arlington Million                             | Gr. 1       | 2 000 m     | I. Ortiz Jr. | 1er / 9     | 3/4         | Magic Wand            |
| 2 novembre  | Santa Anita     | États-Unis  | Breeders' Cup Turf                            | Gr. 1       | 2 400 m     | I. Ortiz Jr. | 1er / 12    | tête        | United                |

## Au haras
En août 2019, Shadai Farm fait l'acquisition de la future carrière d'étalon de Bricks and Mortar pour un montant tenu secret. Le grand haras japonais devient de perdre soudainement son fer de lance Deep Impact, l'un des meilleurs étalons de ces dernières décennies, et s'active pour trouver la perle rare. Le cheval de l'année 2019 s'installe donc sur l'île de Hokkaido, où il fait la monte pour 6 millions de yens.

## Origines
Bricks and Mortar est un fils du champion irlandais d'origine américaine Giant's Causeway, cheval de l'année en Europe en 2000 venu faire carrière d'étalon aux États-Unis avec un succès éclatant puisqu'il fut tête de liste des étalons américains à trois reprises (2009, 2010, 2012). Il avait la capacité, chose très rare, de produire des chevaux excellents tant sur le dirt que sur le gazon et son prix de saillie culmina à $ 300000. L'année de la conception de Bricks and Mortar, ce tarif avait été ramené à $ 85000. 
Côté maternel, Bricks and Mortar est issu d'une jument française appartenant à George Strawbrige, Beyond the Waves, qui se classa deuxième du Prix de Royallieu, du Prix Corrida et du Prix de Flore (Gr.3), et troisième du Prix Vanteaux (Gr.3) avant de poursuivre sa carrière outre-Atlantique où elle ne put qu'accrocher un accessit dans un groupe 3. Elle a bien produit au haras, une production éclectique où l'on trouve le bon hurdler Beyond Henry (Henrythenavigator), troisième du Prix Alain du Breil à Auteuil, Emerald Beech (Maria's Mon), lauréat de groupe 3 aux États-Unis, ou encore le stayer Sir Ector (Dynaformer), troisième des Vintage Crop Stakes (Gr.3). 

### Pedigree
| Origines de Bricks and Mortar (USA), mâle bai né en 2014 | Origines de Bricks and Mortar (USA), mâle bai né en 2014 | Origines de Bricks and Mortar (USA), mâle bai né en 2014 | Origines de Bricks and Mortar (USA), mâle bai né en 2014 |
| -------------------------------------------------------- | -------------------------------------------------------- | -------------------------------------------------------- | -------------------------------------------------------- |
| Père Giant's Causeway 1997                               | Storm Cat 1983                                           | Storm Bird                                               | Northern Dancer                                          |
| Père Giant's Causeway 1997                               | Storm Cat 1983                                           | Storm Bird                                               | South Ocean                                              |
| Père Giant's Causeway 1997                               | Storm Cat 1983                                           | Terlingua                                                | Secretariat                                              |
| Père Giant's Causeway 1997                               | Storm Cat 1983                                           | Terlingua                                                | Crimson Saint                                            |
| Père Giant's Causeway 1997                               | Mariah's Storm 1991                                      | Rahy                                                     | Blushing Groom                                           |
| Père Giant's Causeway 1997                               | Mariah's Storm 1991                                      | Rahy                                                     | Glorious Song                                            |
| Père Giant's Causeway 1997                               | Mariah's Storm 1991                                      | Immense                                                  | Roberto                                                  |
| Père Giant's Causeway 1997                               | Mariah's Storm 1991                                      | Immense                                                  | Imsodear                                                 |
| Mère Beyond the Waves 1997                               | Ocean Crest 1991                                         | Storm Bird                                               | Northern Dancer                                          |
| Mère Beyond the Waves 1997                               | Ocean Crest 1991                                         | Storm Bird                                               | South Ocean                                              |
| Mère Beyond the Waves 1997                               | Ocean Crest 1991                                         | S S Aroma                                                | Seattle Slew                                             |
| Mère Beyond the Waves 1997                               | Ocean Crest 1991                                         | S S Aroma                                                | Rare Bouquet                                             |
| Mère Beyond the Waves 1997                               | Excedent 1985                                            | Exceller                                                 | Vaguely Noble                                            |
| Mère Beyond the Waves 1997                               | Excedent 1985                                            | Exceller                                                 | Too Bald                                                 |
| Mère Beyond the Waves 1997                               | Excedent 1985                                            | Broadway Lullaby                                         | Stage Door Johnny                                        |
| Mère Beyond the Waves 1997                               | Excedent 1985                                            | Broadway Lullaby                                         | Little Blessing (famille 21-a)                           |